# NATO Maritime Interdiction Operational Training Centre
Das NATO Maritime Interdiction Operational Training Centre (NMIOTC) ist ein Schulungs- und Trainingszentrum der NATO in Chania auf Kreta, Griechenland. Das Zentrum ist ein Teilkommando des Allied Command Transformation in Norfolk in den Vereinigten Staaten und ist auf maritime Ausbildung spezialisiert.
Am 12. Juni 2003 genehmigte die NATO den Aufbau der NMIOTC. Im November 2005 wurde der Einrichtung das erste Personal eingeteilt, zweieinhalb Jahre später die Full Operational Capability erreicht. Das Ausbildungszentrum auf Kreta wurde am 14. Oktober 2008 eröffnet.

## Auftrag
Ziel der NMIOTC ist es, durch regelmäßige Veränderungen im Trainingsprogramm die zukünftigen Aufgaben der NATO zu verbessern und zu erweitern. Dabei unterstützt die Einheit bei der Ausbildung „von Überwasser-, Unterwasser-, Luftüberwachungs- und Spezialoperationen zur Unterstützung von Maritime Interdiction Operations (MIO)“, erstellt neue Leitlinien und führt Lehren und Versuche durch.

## Galerie

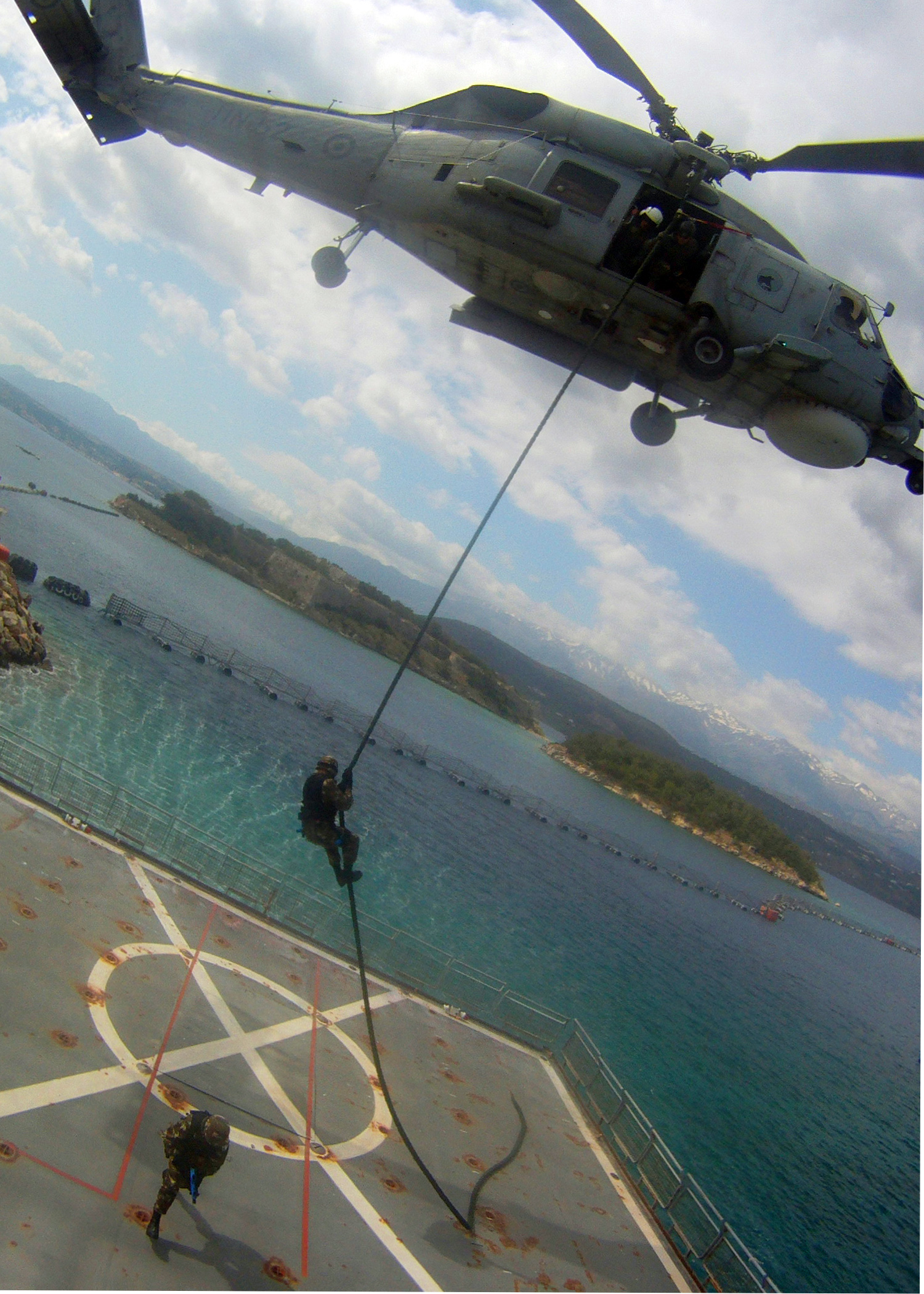
Ein Mitglied der algerischen Marine wird aus einem Black Hawk Hubschrauber auf das griechische Schulschiff Aris (A 74) abgeseilt.
U.S. Navy Capt. Bradley D. Martin spricht vor einer Großübung zum Publikum bei der NMIOTC.
Angehörige der marokkanischen Marine nehmen an einer Handfeuerwaffenausbildung teil.
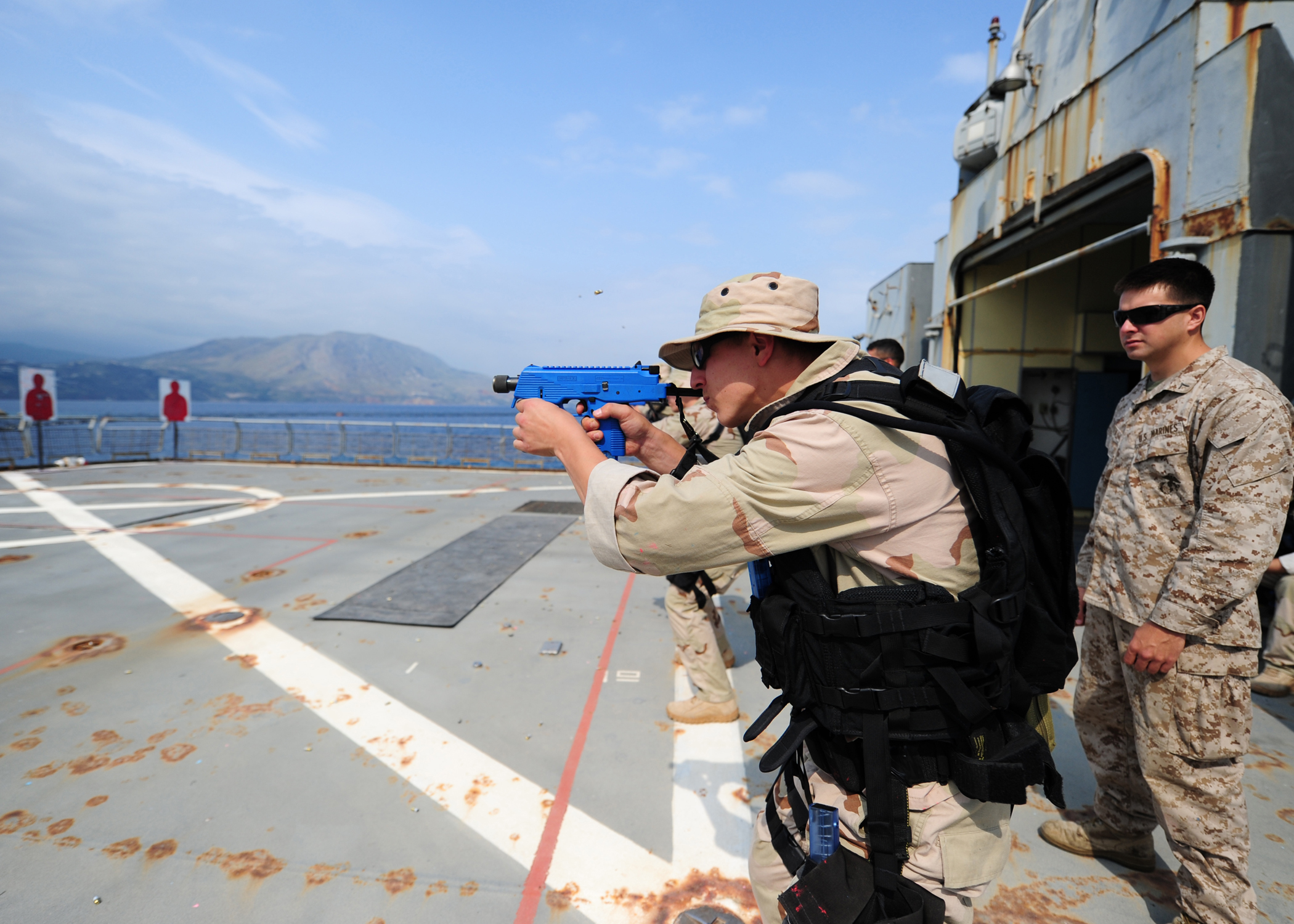
Ein Militärangehöriger übt den Umgang mit einer Handfeuerwaffe.
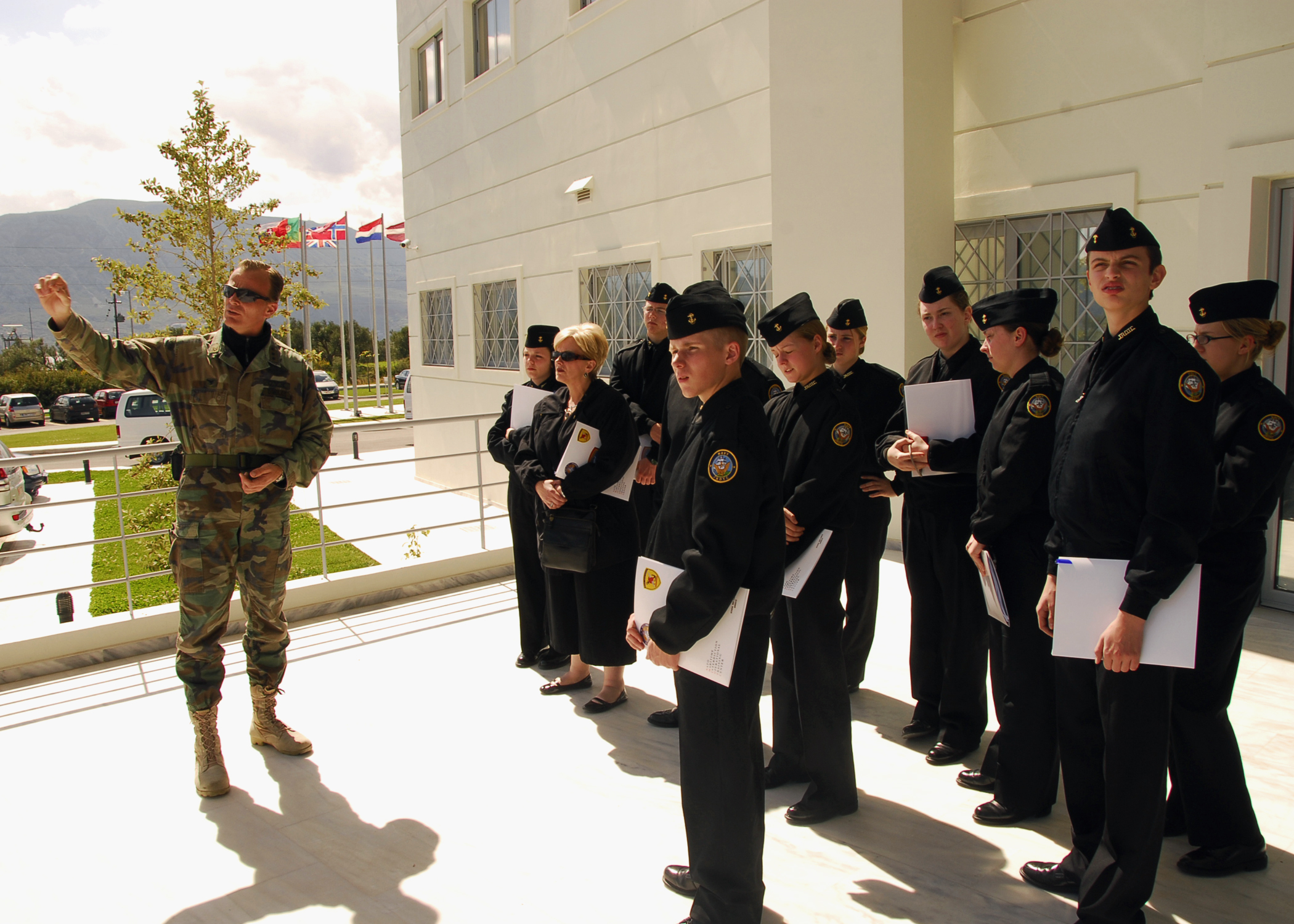
Ein Ausbilder der NMIOCT gibt Schülern der Willard High School Einblicke in den militärischen Alltag.
Das Fleet Anti-Terrorism Security Team demonstriert marokkanischen Matrosen schnelle Seiltechniken.